# Скомпе (Свентокшиське воєводство)
Скомпе (пол. Skąpe) — село в Польщі, у гміні Слупія Конецька Конецького повіту Свентокшиського воєводства.
Населення — 155 осіб (2011).

## Демографія
Демографічна структура на день 31 березня 2011 року:
|          | Загалом | Допрацездатний вік | Працездатний вік | Постпрацездатний вік |
| -------- | ------- | ------------------ | ---------------- | -------------------- |
| Чоловіки | 78      | 14                 | 55               | 9                    |
| Жінки    | 77      | 14                 | 45               | 18                   |
| Разом    | 155     | 28                 | 100              | 27                   |